# Ivo Curtini
Ivica Curtini, dopo il 1947 noto anche come Kurtini, detto Ivo (Zagabria, 23 giugno 1922 – Fiume, 12 settembre 1990), è stato un pallanuotista jugoslavo, membro della nazionale jugoslava di pallanuoto durante le Olimpiadi del 1948 e vincitore di una medaglia d'argento ai successivi Giochi della XV Olimpiade di Helsinki nel 1952.